# NFL大学腰旗橄榄球联赛
NFL“大学碗”大学腰旗橄榄球联赛是美国全国橄榄球联盟（NFL）为推广美式橄榄球运动而于2008年起在中国举办的一项大学腰旗橄榄球比赛。

## 历届大学碗冠军
| 届数   | 年份   | 冠军           | 决赛举办地 | 决赛场地               |
| ------ | ------ | -------------- | ---------- | ---------------------- |
| 第一届 | 2009年 | 北京体育大学   | 北京       | 北京师范大学东体育场   |
| 第二届 | 2010年 | 上海体育学院   | 广州       | 广州教育学院海珠校区   |
| 第三届 | 2011年 | 北京体育大学   | 上海       | 上海体育场             |
| 第四届 | 2012年 | 北京体育大学   | 北京       | 中国人民大学世纪体育场 |
| 第五届 | 2013年 | 广州中医药大学 | 广州       | 天河体育中心           |
| 第六届 | 2014年 | 北京体育大学   | 上海       | 卢湾体育场             |
| 第七届 | 2015年 | 广州中医药大学 | 上海       | 卢湾体育场             |